# Oligota clavicornis
Oligota clavicornis är en skalbaggsart som beskrevs av Sharp 1880. Oligota clavicornis ingår i släktet Oligota och familjen kortvingar. Inga underarter finns listade i Catalogue of Life.